# شهرستان کووتا (جورجیا)
شهرستان کووتا، جورجیا (به انگلیسی: Coweta County, Georgia) یک سکونتگاه مسکونی در ایالات متحده آمریکا است که در جورجیا واقع شده‌است.